# Литъл Джо 1A

## Цели
Мисията Литъл Джо 1А (LJ-1А) (на английски: Little Joe 1А) е изпитателен полет на ракетата Литъл Джо I за проверка на системата за аварийно спасяване (САС) в рамките на програма „Мъркюри“.

## Полетът
Литъл Джо 1A е изстрелян за изпробване на САС при високо аеродинамично натоварване на космическия кораб по време на извеждането му в орбита. Този старт е повторение на полета Литъл Джо 1, състоял се на 21 август 1959 г. Тогава двигателите на САС неочаквано заработват 31 минута преди планирания сработването на главните на ракетата-носител „Литъл Джо-1“. При достигане на планираното максимално аеродинамично натоварване автоматиката трябва да подаде сигнал за спиране (симулиране на авариен режим) на главните двигатели. Това трябва да стане около 30 секунди след старта. В тази ситуация, при сработването на САС ще се увеличи още повече скоростта на кораба. По това време е подадена и команда за задействане на пироболтовете за отделяне на космическия кораб от ракетата-носител. До този момент всичко върви по план и се подава команда за сработване на САС. Двигателите се включват, но не веднага, а след повече от планираното време. Така увеличението на скоростта от сработването на двигателите на САС (при работещи главни двигатели, а това е главната задача на полета) не се постига. Поради това е планиран още един полет — Литъл Джо 1Б.
Останалата част на полета минава по план. Достигната е височина 14,5 км на разстояние 18,5 км, скорост 3257 км/ч, G = 16,9.